# Walckenaeria mesus
Walckenaeria mesus là một loài nhện trong họ Linyphiidae.
Loài này thuộc chi Walckenaeria. Walckenaeria mesus được Ralph Vary Chamberlin miêu tả năm 1949.